# Martin Taylor
Martin Taylor (ur. 9 listopada 1979 w Ashington) – angielski piłkarz grający na pozycji obrońcy w Sheffield Wednesday.
Wcześniej występował w Birmingham City, Blackburn Rovers, Darlington, Stockport County i Norwich City.
Zaliczył jeden występ w reprezentacji Anglii. U-21.
Dnia 23 lutego 2008 roku w 3. minucie spotkania Arsenalu z Birmingham City Taylor brutalnie sfaulował Eduardo da Silvę, który w efekcie doznał otwartego złamania stawu skokowego i zerwania w nim wszystkich więzadeł. Boisko opuścił po 8 minutach z założoną maską tlenową. Taylor został ukarany zawieszeniem na 3 mecze.